# Liste de ponts de la Haute-Corse

## Ponts de longueur supérieure à 100 m
Les ouvrages de longueur totale supérieure à 100 m du département de la Haute-Corse sont classés ci-après par gestionnaires de voies.

### Routes territoriales

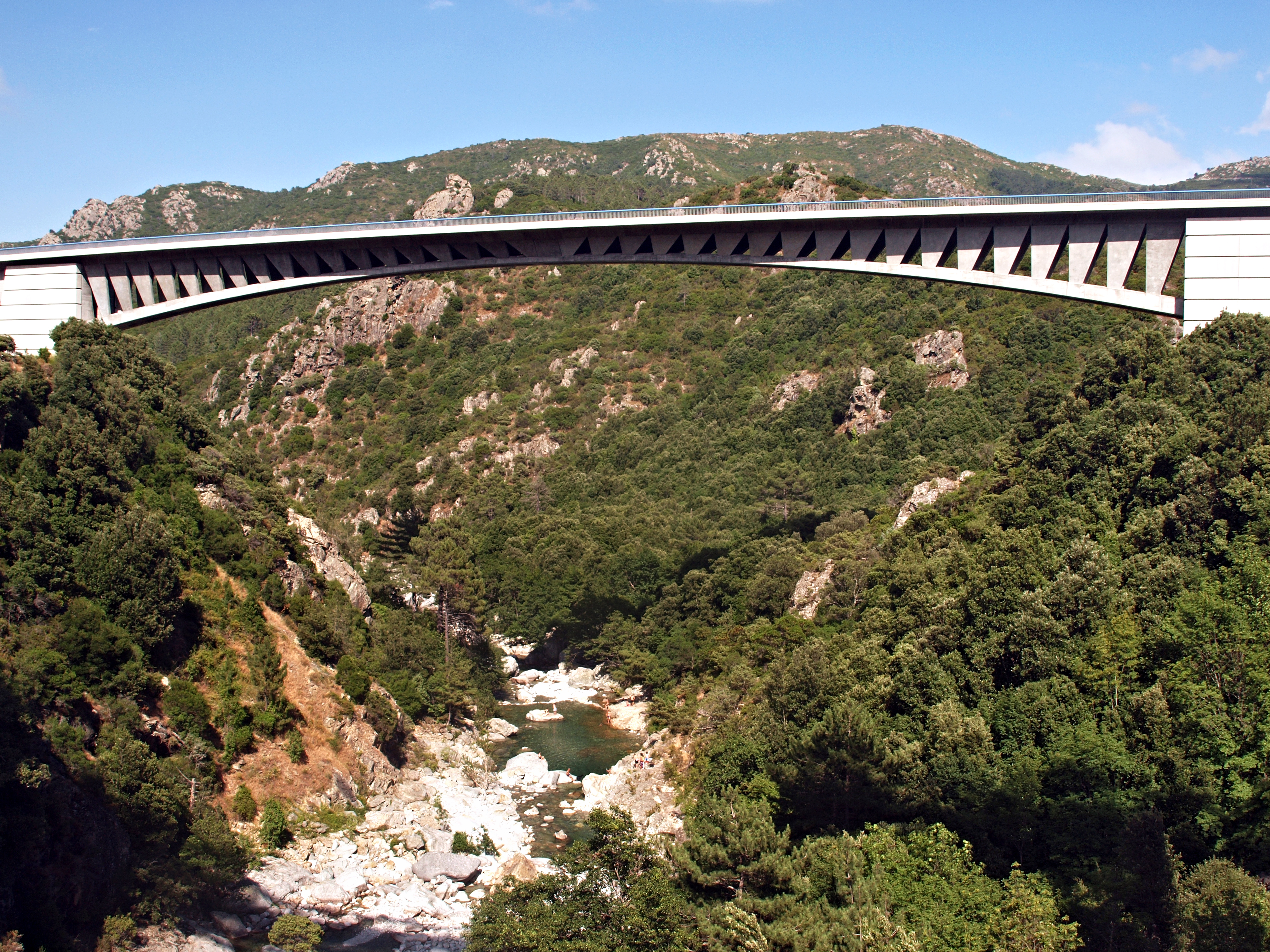
Pont Baggioni

- Nouveau pont sur le Golo pour la future voie express Borgo - Vescovato (280 m)
- Pont routier du Vecchio dit « Pont Baggioni », de la RT 20, entre Venaco et Vivario (222 m)
- Nouveau pont d'Altiani de la RT 50 sur le Tavignano, en remplacement du pont génois classé, à une seule voie (115 m)

### Routes départementales

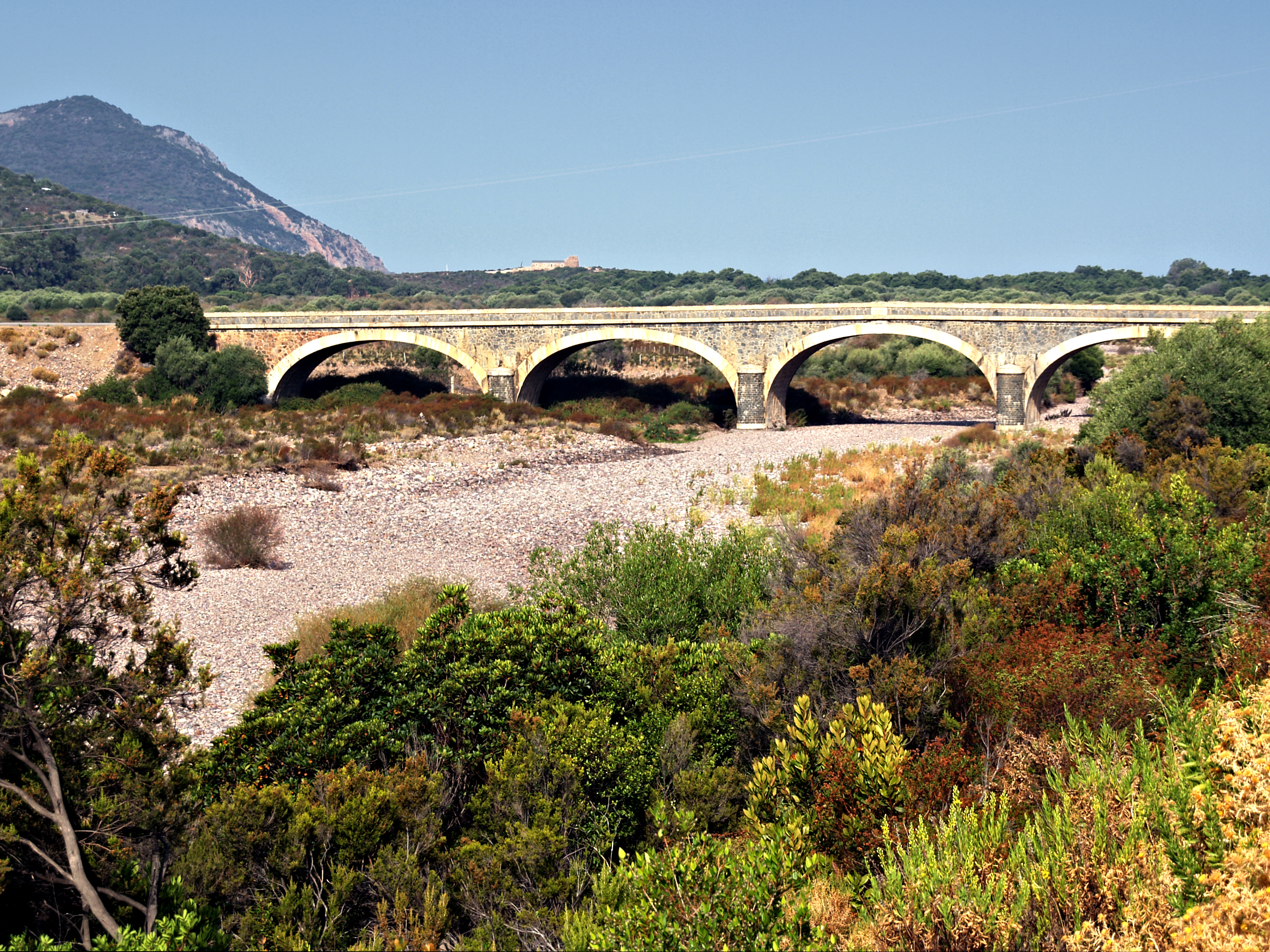
Le « pont des cinq arches » vu de l'amont

- « Pont des cinq arches » sur le Fango à Galéria (D 81)

### Chemins de fer

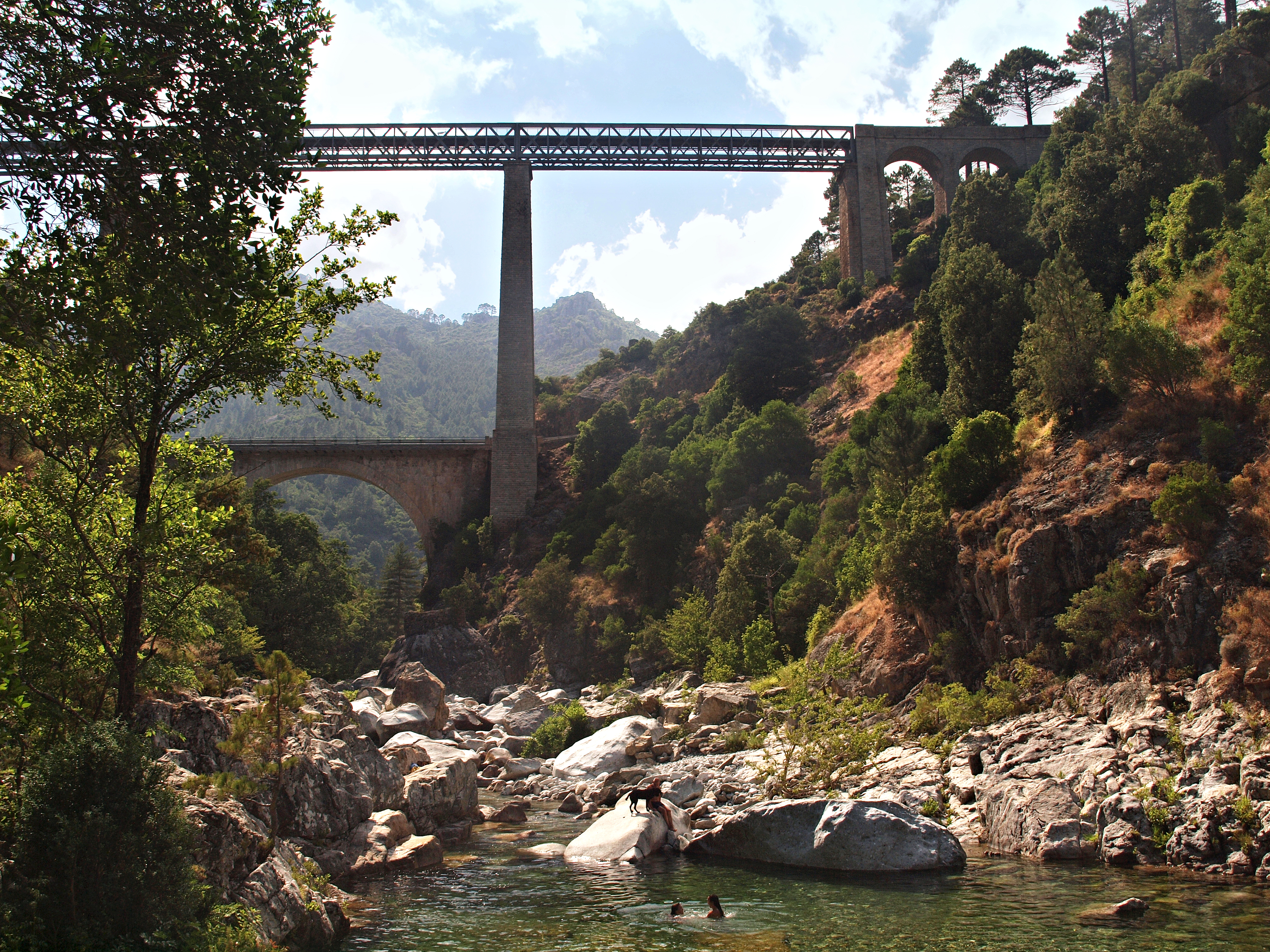
Pont Eiffel

- Viaduc du Vecchio ou pont Eiffel entre Vivario et Venaco (171 m)

## Ponts de longueur comprise entre50met100m
Les ouvrages de longueur totale comprise entre 50 et 100 m du département de la Haute-Corse sont classés ci-après par gestionnaires de voies.

### Routes nationales
- Nouveau pont d'Ajuinta de la RT 50 sur le Vecchio, « à cheval » sur Venaco et Noceta (92,90 m)

### Routes départementales
- pont de Manso sur le Fango

## Ponts présentant un intérêt architectural ou historique
Les ponts de Haute-Corse inscrits à l’inventaire national des Monuments historiques ou à l'Inventaire général du patrimoine culturel sont recensés ci-après :
- Pont génois sur le Tavignano - Altiani, non daté[1]
- Pont génois d'Asco - XVe siècle[2]
- Pont N° 1 - Campile - XIXe siècle[3]
- Pont N° 2 - Campile - XIXe siècle[4]
- Pont de Ponte-Novo sur le Golo - Castello-di-Rostino. Le pont a été dynamité le 9 septembre 1943 par la Résistance. Sa restauration est décidée par le Conseil Général[5].
- Pont sur le Golu à Ponte Leccia - Morosaglia - XVIIe siècle ; XVIIIe siècle. Initialement appelé Ponte à Leccia en corse (Leccia village disparu). Appelé plus communément Ponte à a leccia[6].
- Pont des Moines - Pero-Casevecchie - XVIIe siècle ; XVIIIe siècle[7]
- Pont génois de Piedipartino - Piedipartino - XVIIe siècle; XVIIIe siècle[8]
- Pont génois de Zaravilla - Pie-d'Orezza - XVIIe siècle; XVIIIe siècle[9]
- Pont génois de Chioselli - Prunelli-di-Casacconi - XVIIe siècle ou XVIIIe siècle[10]
- Pont de chemin de fer - Prunelli-di-Casacconi - XIXe siècle[11]
- Pont génois - Santa-Maria-Poggio - XVIe siècle[12]
- Viaduc sur le Vecchio ou Pont Eiffel - Vivario - Venaco - XIXe siècle[1]

## Sources
Base de données Mérimée du Ministère de la Culture et de la Communication.